# Ernst Gamillscheg
Ernst Gamillscheg (n. 28 octombrie 1887, Jindřichův Hradec, Boemia de Sud, Cehia – d. 18 martie 1971, Göttingen, RFG) a fost un savant germano-austriac specializat în romanistică și lingvistică. 

## Viața și opera
Gamillscheg a obținut doctoratul în 1909 la Viena sub conducerea lui Wilhelm Meyer-Lübke cu teza Die romanischen Elemente in der deutschen Mundart von Lusern (Halle a.d. Saale 1912) și titlul de doctor abilitat (după stagii la Paris cu Jules Gilliéron și Mario Roques) în 1913 cu teza Studien zur Vorgeschichte einer romanischen Tempuslehre (Wien 1913; Tübingen 1970). După serviciul militar, a fost chemat la Innsbruck în 1916, mai întâi ca profesor asociat, iar din 1919 ca profesor plin de filologie romanică. În 1925 s-a mutat la Universitatea din Berlin. În 1936 a fost acceptat ca membru cu drepturi depline al Academiei Regale Prusace de Științe. În 1938 a devenit membru corespondent al Academiei Bavareze de Științe. Din 1940 până în 1944, Gamillscheg a fost președinte al Institutului Științific German din București și, de asemenea, profesor invitat la Universitatea din București. 
În 1946 a fost numit la Universitatea din Tübingen, de unde s-a pensionat în 1956.   

## Distincții
- Ordinul Meritul Cultural în gradul de Cavaler cl. I, pentru litere (23 septembrie 1942)[11]

## Lucrări
- Etymologisches Wörterbuch der französischen Sprache, 2 ediții, Heidelberg 1926-1929 (a 2-a ediție revizuită în perioada 1966-1969); 1997 (ISBN 3-8253-0501-5)
- Romania Germanica, 3 ediții, Berlin 1934, 1935, 1936 (Volumul 1: ediție revizuită în 1970)
- Immigrazioni germaniche in Italia, publicat de H. Keller, Leipzig, 1937
- Über die Herkunft der Rumänen, Akademie der Wissenschaften, Berlin 1940 (20 pagini)
- Französische Bedeutungslehre, Tübingen 1951
- Historische französische Syntax, Tübingen 1957
- Ausgewählte Aufsätze, două volume, Tübingen 1962